# سندبيات
السَّنْدَبِيَّات (الاسم العلمي: Lentibulariaceae)، اسم فصيلة لنباتات آكلة اللحوم تشمل ثلاثة اجناس : النباتات اللولبة (الاسم العلمي: Genlisea)، صائدات الحشرات (الاسم العلمي: Pinguicula) و حامول الماء (الاسم العلمي: Utricularia).